# محمد الرشيدي (لاعب كرة قدم)
محمد الرشيدي مواليد 6 مايو 2002، هو لاعب كرة قدم سعودي يلعب حالياً لنادي بانسيريكوس اليوناني كلاعب وسط.

## مسيرة اللاعب
بدأ في نادي أحد و شارك في برنامج الابتعاث السعودي لكرة القدم و وقع عقد لمدة موسمين مع سلافيا براغ ب التشيكي في فبراير 2022. و انتقل بعدها إلى نادي باوك ب اليوناني في سبتمبر 2023 و انتقل إلى نادي كافالا اليوناني في مطلع عام 2024 و انتقل إلى نادي بانسيريكوس اليوناي في صيف 2024.